# South of the Border (canção de Ed Sheeran)
"South of the Border" é uma canção do cantor e compositor Ed Sheeran com a cantora cubana-americana Camila Cabello e a rapper americana Cardi B. Foi lançada em 12 de junho de 2019 como o sétimo single do quarto álbum de estúdio de Sheeran, No.6 Collaborations Project (2019).

## Antecedentes
O assessor de Sheeran respondeu ao tweet dos fãs que seria seu próximo single. Alguns dias depois, Sheeran postou uma foto de seu assessor respondendo nos story do Instagram.  Em 28 de setembro, eles postaram um pôster para o videoclipe.

## Vídeo musical
Em 12 de julho, o lyric video de "South of the Border" foi lançado no canal de Sheeran no YouTube, enquanto um vídeo da música foi lançado em 4 de outubro, também no canal do Sheeran no YouTube. No vídeo, Sheeran interpreta Teddy Fingers, Cabello interpreta Mariposa e Cardi B aparece como ela mesma ao lado da atriz Alexis Ren como Scarlet Jones e do ator Paul Karmiryan como agente X.